# Roy Keane
Roy Maurice Keane (Cork, 10 agosto 1971) è un allenatore di calcio ed ex calciatore irlandese di ruolo centrocampista.

## Biografia
Nato da una famiglia della classe lavoratrice nei sobborghi di Cork, all'età di 9 anni inizia a praticare boxe e calcio nelle giovanili della sua città natale. Roy Keane è sposato dal 1997 con Theresa Doyle, con la quale ha avuto cinque figli.

## Caratteristiche
Centrocampista potente, dominante e altamente competitivo. Era noto per la sua mobilità, l'energia e lo stile di gioco duro. Solitamente operante nel ruolo di detentore o box-to-box al centro, era considerato uno dei migliori giocatori al mondo nella sua posizione. Le sue caratteristiche più evidenti erano resistenza, tenacia, aggressività e mentalità vincente. Centrocampista completo, era in grado di recuperare il pallone, portarlo in avanti e distribuirlo con passaggi precisi ai compagni, creando occasioni; talvolta poteva anche andare personalmente a rete grazie ad un potente tiro da fuori area o di letali inserimenti al suo interno. Presenza influente sul campo, spiccava per il suo carattere forte che si concretizzava in una carismatica leadership ma anche in un temperamento irruento, il quale lo ha portato a commettere anche falli molto duri (in carriera ha ricevuto ben sette cartellini rossi diretti).

## Carriera

### Calciatore
Debutta come calciatore professionista all'inizio degli anni '90. In un triennio al Nottingham Forest realizza 22 gol in 114 partite, facendosi notare anche con una tripletta realizzata in un incontro di FA Cup contro il Tottenham nel 1991. Sempre durante la medesima competizione, fu protagonista di un singolare episodio con il suo allenatore Brian Clough: al termine della gara contro il Crystal Palace, nella quale un suo errore aveva causato un gol avversario, ricevette un pugno in faccia dal suo coach. Nonostante ciò, il rapporto con Clough non fu mai problematico.
Il 19 luglio 1993 passa al Manchester United per la somma di 3,75 milioni di sterline, cifra record per un giocatore irlandese. Nel 2000 ha vinto inoltre il premio come Giocatore dell'anno della PFA e della FWA. Del club mancuniano divenne il capitano, totalizzando 323 presenze e segnando 33 gol. Il 18 novembre 2005 lascia l'Old Trafford dopo dodici anni.
Il 1º gennaio 2006 passa al Celtic. L'esperienza scozzese dura poco; il 12 giugno dello stesso anno si ritira a causa dei troppi infortuni.
La sua prima gara con la nazionale maggiore dell'Irlanda è nel 1990. La partita d'esordio è Irlanda-Cile, amichevole internazionale giocata a Dublino e finita sull'1-1. Segna la sua prima rete con la maglia della nazionale il 16 novembre 1994 nello 0-4 contro l'Irlanda del Nord.
Nel 2002 venne convocato ai Mondiali nippo-coreani, salvo poi venire escluso (senza essere rimpiazzato) a causa di un litigio con il commissario tecnico Mick McCarthy; Keane nell'occasione criticò aspramente l'operato del suo allenatore e dell'intera organizzazione irlandese. Ritorna in nazionale due anni esatti dopo, nell'amichevole vinta 1-0 contro la Romania nel maggio 2004. Nelle 67 partite in verde, ha realizzato 9 reti, tutte però in fase di qualificazione a un torneo. Il 14 ottobre 2005 annuncia il suo ritiro dalla Nazionale.

### Allenatore
Il 1º settembre 2006 viene assunto come allenatore del Sunderland, nel quale vince il campionato di Championship il primo anno e riporta la squadra in Premier. 
Ottiene la salvezza l'anno successivo. Il 4 dicembre 2008 dopo una serie di sconfitte e frizioni con il nuovo proprietario del club Ellis Short risolve consensualmente il contratto con il Sunderland.
Il 23 aprile 2009 è stato assunto dall'Ipswich Town, guidando il club nelle ultime due partite della stagione. L'anno successivo ottiene un quindicesimo posto in Championship. Il 7 gennaio 2011 viene esonerato a seguito della sconfitta interna contro il Nottingham Forest.
Il 6 novembre 2013 diventa vice di Martin O'Neill alla guida dell'Irlanda. Il 1 luglio 2014 diventa vice allenatore di Paul Lambert all'Aston Villa. Il 28 novembre decide di dimettersi.
Il 28 gennaio 2019, firma un contratto da assistente tecnico con il Nottingham Forest, entrando a far parte dello staff tecnico guidato sempre da Martin O'Neill.

## Statistiche

### Presenze e reti nei club
| Stagione                 | Squadra                  | Campionato               | Campionato | Campionato | Coppe nazionali | Coppe nazionali | Coppe nazionali | Coppe continentali | Coppe continentali | Coppe continentali | Altre coppe   | Altre coppe | Altre coppe | Totale | Totale |
| Stagione                 | Squadra                  | Comp                     | Pres       | Reti       | Comp            | Pres            | Reti            | Comp               | Pres               | Reti               | Comp          | Pres        | Reti        | Pres   | Reti   |
| ------------------------ | ------------------------ | ------------------------ | ---------- | ---------- | --------------- | --------------- | --------------- | ------------------ | ------------------ | ------------------ | ------------- | ----------- | ----------- | ------ | ------ |
| 1989-1990                | Cobh Ramblers            | FD                       | 23         | 1          | FAICup+CdL      | 3+3             | 1+0             | -                  | -                  | -                  | -             | -           | -           | 29     | 2      |
| 1990-1991                | Nottingham Forest        | FD                       | 35         | 8          | FACup+CdL       | 10+4            | 2+1             | -                  | -                  | -                  | FmC           | 0           | 0           | 49     | 11     |
| 1991-1992                | Nottingham Forest        | FD                       | 39         | 8          | FACup+CdL       | 4+8             | 0+4             | -                  | -                  | -                  | FmC           | 5           | 2           | 56     | 14     |
| 1992-1993                | Nottingham Forest        | PL                       | 40         | 6          | FACup+CdL       | 4+5             | 1+1             | -                  | -                  | -                  | -             | -           | -           | 49     | 8      |
| Totale Nottingham Forest | Totale Nottingham Forest | Totale Nottingham Forest | 114        | 22         |                 | 35              | 9               |                    | 0                  | 0                  |               | 5           | 2           | 154    | 33     |
| 1993-1994                | Manchester United        | PL                       | 37         | 5          | FACup+CdL       | 6+7             | 1+0             | UCL                | 3                  | 2                  | CS            | 1           | 0           | 54     | 8      |
| 1994-1995                | Manchester United        | PL                       | 25         | 2          | FACup+CdL       | 7+1             | 0               | UCL                | 4                  | 1                  | CS            | 0           | 0           | 37     | 3      |
| 1995-1996                | Manchester United        | PL                       | 29         | 6          | FACup+CdL       | 7+1             | 0               | CU                 | 2                  | 0                  | -             | -           | -           | 39     | 6      |
| 1996-1997                | Manchester United        | PL                       | 21         | 3          | FACup+CdL       | 3+2             | 0               | UCL                | 6                  | 0                  | CS            | 1           | 1           | 33     | 3      |
| 1997-1998                | Manchester United        | PL                       | 9          | 2          | FACup+CdL       | 0+0             | 0               | UCL                | 1                  | 0                  | CS            | 1           | 0           | 11     | 2      |
| 1998-1999                | Manchester United        | PL                       | 35         | 2          | FACup+CdL       | 7+0             | 0               | UCL                | 12                 | 3                  | CS            | 1           | 0           | 55     | 5      |
| 1999-2000                | Manchester United        | PL                       | 29         | 5          | FACup+CdL       | 0+0             | 0               | UCL                | 12                 | 6                  | CS+SU+Int+CmC | 0+1+1+2     | 0+0+1+0     | 45     | 12     |
| 2000-2001                | Manchester United        | PL                       | 28         | 2          | FACup+CdL       | 2+0             | 0               | UCL                | 13                 | 1                  | CS            | 1           | 0           | 44     | 3      |
| 2001-2002                | Manchester United        | PL                       | 28         | 3          | FACup+CdL       | 2+0             | 0               | UCL                | 12                 | 1                  | CS            | 1           | 0           | 43     | 4      |
| 2002-2003                | Manchester United        | PL                       | 21         | 0          | FACup+CdL       | 3+2             | 0               | UCL                | 6                  | 0                  | -             | -           | -           | 32     | 0      |
| 2003-2004                | Manchester United        | PL                       | 28         | 3          | FACup+CdL       | 5+0             | 0               | UCL                | 4                  | 0                  | CS            | 1           | 0           | 38     | 3      |
| 2004-2005                | Manchester United        | PL                       | 31         | 1          | FACup+CdL       | 4+1             | 1+0             | UCL                | 6                  | 0                  | CS            | 1           | 0           | 43     | 2      |
| 2005-gen. 2006           | Manchester United        | PL                       | 5          | 0          | FACup+CdL       | 0+0             | 0               | UCL                | 1                  | 0                  | -             | -           | -           | 6      | 0      |
| Totale Manchester Utd    | Totale Manchester Utd    | Totale Manchester Utd    | 326        | 33         |                 | 60              | 2               |                    | 82                 | 14                 |               | 12          | 2           | 480    | 51     |
| gen.-giu. 2006           | Celtic                   | SPL                      | 10         | 1          | SC+CdL          | 1+2             | 0               | -                  | -                  | -                  | -             | -           | -           | 13     | 1      |
| Totale carriera          | Totale carriera          | Totale carriera          | 473        | 57         |                 | 104             | 12              |                    | 82                 | 14                 |               | 17          | 4           | 676    | 87     |

### Cronologia presenze e reti in nazionale
| Cronologia completa delle presenze e delle reti in nazionale ― Irlanda | Cronologia completa delle presenze e delle reti in nazionale ― Irlanda | Cronologia completa delle presenze e delle reti in nazionale ― Irlanda | Cronologia completa delle presenze e delle reti in nazionale ― Irlanda | Cronologia completa delle presenze e delle reti in nazionale ― Irlanda | Cronologia completa delle presenze e delle reti in nazionale ― Irlanda | Cronologia completa delle presenze e delle reti in nazionale ― Irlanda | Cronologia completa delle presenze e delle reti in nazionale ― Irlanda |
| Data                                                                   | Città                                                                  | In casa                                                                | Risultato                                                              | Ospiti                                                                 | Competizione                                                           | Reti                                                                   | Note                                                                   |
| ---------------------------------------------------------------------- | ---------------------------------------------------------------------- | ---------------------------------------------------------------------- | ---------------------------------------------------------------------- | ---------------------------------------------------------------------- | ---------------------------------------------------------------------- | ---------------------------------------------------------------------- | ---------------------------------------------------------------------- |
| 22-5-1990                                                              | Dublino                                                                | Irlanda                                                                | 1 – 1                                                                  | Cile                                                                   | Amichevole                                                             | -                                                                      |                                                                        |
| 11-9-1991                                                              | Győr                                                                   | Ungheria                                                               | 1 – 2                                                                  | Irlanda                                                                | Amichevole                                                             | -                                                                      |                                                                        |
| 16-10-1991                                                             | Poznań                                                                 | Polonia                                                                | 3 – 3                                                                  | Irlanda                                                                | Qual. Euro 1992                                                        | -                                                                      |                                                                        |
| 19-2-1992                                                              | Dublino                                                                | Irlanda                                                                | 0 – 1                                                                  | Galles                                                                 | Amichevole                                                             | -                                                                      |                                                                        |
| 25-3-1992                                                              | Dublino                                                                | Irlanda                                                                | 2 – 1                                                                  | Svizzera                                                               | Amichevole                                                             | -                                                                      |                                                                        |
| 26-5-1992                                                              | Dublino                                                                | Irlanda                                                                | 2 – 0                                                                  | Albania                                                                | Qual. Mondiali 1994                                                    | -                                                                      |                                                                        |
| 30-5-1992                                                              | Washington                                                             | Stati Uniti                                                            | 3 – 1                                                                  | Irlanda                                                                | U.S. Cup 1992                                                          | -                                                                      |                                                                        |
| 9-9-1992                                                               | Dublino                                                                | Irlanda                                                                | 4 – 0                                                                  | Lettonia                                                               | Qual. Mondiali 1994                                                    | -                                                                      |                                                                        |
| 14-10-1992                                                             | Copenaghen                                                             | Danimarca                                                              | 0 – 0                                                                  | Irlanda                                                                | Qual. Mondiali 1994                                                    | -                                                                      |                                                                        |
| 18-11-1992                                                             | Siviglia                                                               | Spagna                                                                 | 0 – 0                                                                  | Irlanda                                                                | Qual. Mondiali 1994                                                    | -                                                                      |                                                                        |
| 17-2-1993                                                              | Dublino                                                                | Irlanda                                                                | 2 – 1                                                                  | Galles                                                                 | Amichevole                                                             | -                                                                      |                                                                        |
| 31-3-1993                                                              | Dublino                                                                | Irlanda                                                                | 3 – 0                                                                  | Irlanda del Nord                                                       | Qual. Mondiali 1994                                                    | -                                                                      |                                                                        |
| 28-4-1993                                                              | Dublino                                                                | Irlanda                                                                | 1 – 1                                                                  | Danimarca                                                              | Qual. Mondiali 1994                                                    | -                                                                      |                                                                        |
| 26-5-1993                                                              | Tirana                                                                 | Albania                                                                | 1 – 2                                                                  | Irlanda                                                                | Qual. Mondiali 1994                                                    | -                                                                      |                                                                        |
| 29-5-1993                                                              | Dublino                                                                | Irlanda                                                                | 2 – 4                                                                  | Ungheria                                                               | Amichevole                                                             | 1                                                                      |                                                                        |
| 9-6-1993                                                               | Riga                                                                   | Lettonia                                                               | 0 – 2                                                                  | Irlanda                                                                | Qual. Mondiali 1994                                                    | -                                                                      |                                                                        |
| 16-6-1993                                                              | Vilnius                                                                | Lituania                                                               | 0 – 1                                                                  | Irlanda                                                                | Qual. Mondiali 1994                                                    | -                                                                      |                                                                        |
| 8-9-1993                                                               | Dublino                                                                | Irlanda                                                                | 2 – 0                                                                  | Lituania                                                               | Qual. Mondiali 1994                                                    | -                                                                      |                                                                        |
| 13-10-1993                                                             | Dublino                                                                | Irlanda                                                                | 1 – 3                                                                  | Spagna                                                                 | Qual. Mondiali 1994                                                    | -                                                                      |                                                                        |
| 17-11-1993                                                             | Belfast                                                                | Irlanda del Nord                                                       | 1 – 1                                                                  | Irlanda                                                                | Qual. Mondiali 1994                                                    | -                                                                      |                                                                        |
| 24-5-1994                                                              | Dublino                                                                | Irlanda                                                                | 1 – 0                                                                  | Bolivia                                                                | Amichevole                                                             | -                                                                      |                                                                        |
| 29-5-1994                                                              | Hannover                                                               | Germania                                                               | 0 – 2                                                                  | Irlanda                                                                | Amichevole                                                             | -                                                                      |                                                                        |
| 5-6-1994                                                               | Dublino                                                                | Irlanda                                                                | 1 – 3                                                                  | Rep. Ceca                                                              | Amichevole                                                             | -                                                                      |                                                                        |
| 18-6-1994                                                              | East Rutherford                                                        | Italia                                                                 | 0 – 1                                                                  | Irlanda                                                                | Mondiali 1994 - 1º turno                                               | -                                                                      |                                                                        |
| 24-6-1994                                                              | Orlando                                                                | Messico                                                                | 2 – 1                                                                  | Irlanda                                                                | Mondiali 1994 - 1º turno                                               | -                                                                      |                                                                        |
| 28-6-1994                                                              | East Rutherford                                                        | Norvegia                                                               | 0 – 0                                                                  | Irlanda                                                                | Mondiali 1994 - 1º turno                                               | -                                                                      |                                                                        |
| 4-7-1994                                                               | Orlando                                                                | Paesi Bassi                                                            | 2 – 0                                                                  | Irlanda                                                                | Mondiali 1994 - Ottavi di finale                                       | -                                                                      |                                                                        |
| 16-11-1994                                                             | Belfast                                                                | Irlanda del Nord                                                       | 0 – 4                                                                  | Irlanda                                                                | Qual. Euro 1996                                                        | 1                                                                      |                                                                        |
| 29-3-1995                                                              | Dublino                                                                | Irlanda                                                                | 1 – 1                                                                  | Irlanda del Nord                                                       | Qual. Euro 1996                                                        | -                                                                      |                                                                        |
| 6-9-1995                                                               | Vienna                                                                 | Austria                                                                | 3 – 1                                                                  | Irlanda                                                                | Qual. Euro 1996                                                        | -                                                                      |                                                                        |
| 27-3-1996                                                              | Dublino                                                                | Irlanda                                                                | 0 – 2                                                                  | Russia                                                                 | Amichevole                                                             | -                                                                      |                                                                        |
| 10-11-1996                                                             | Dublino                                                                | Irlanda                                                                | 0 – 0                                                                  | Islanda                                                                | Qual. Mondiali 1998                                                    | -                                                                      |                                                                        |
| 11-2-1997                                                              | Cardiff                                                                | Galles                                                                 | 0 – 0                                                                  | Irlanda                                                                | Amichevole                                                             | -                                                                      | cap.                                                                   |
| 2-4-1997                                                               | Skopje                                                                 | Macedonia                                                              | 3 – 2                                                                  | Irlanda                                                                | Qual. Mondiali 1998                                                    | -                                                                      |                                                                        |
| 30-4-1997                                                              | Bucarest                                                               | Romania                                                                | 1 – 0                                                                  | Irlanda                                                                | Qual. Mondiali 1998                                                    | -                                                                      |                                                                        |
| 21-5-1997                                                              | Dublino                                                                | Irlanda                                                                | 5 – 0                                                                  | Liechtenstein                                                          | Qual. Mondiali 1998                                                    | -                                                                      |                                                                        |
| 20-8-1997                                                              | Dublino                                                                | Irlanda                                                                | 0 – 0                                                                  | Lituania                                                               | Qual. Mondiali 1998                                                    | -                                                                      |                                                                        |
| 6-9-1997                                                               | Reykjavík                                                              | Islanda                                                                | 2 – 4                                                                  | Irlanda                                                                | Qual. Mondiali 1998                                                    | 2                                                                      |                                                                        |
| 10-9-1997                                                              | Vilnius                                                                | Lituania                                                               | 1 – 2                                                                  | Irlanda                                                                | Qual. Mondiali 1998                                                    | -                                                                      |                                                                        |
| 5-9-1998                                                               | Dublino                                                                | Irlanda                                                                | 2 – 0                                                                  | Croazia                                                                | Qual. Euro 2000                                                        | 1                                                                      | cap.                                                                   |
| 14-10-1998                                                             | Dublino                                                                | Irlanda                                                                | 5 – 0                                                                  | Malta                                                                  | Qual. Euro 2000                                                        | 1                                                                      | cap.                                                                   |
| 18-11-1998                                                             | Belgrado                                                               | Jugoslavia                                                             | 1 – 0                                                                  | Irlanda                                                                | Qual. Euro 2000                                                        | -                                                                      | cap.                                                                   |
| 10-2-1999                                                              | Dublino                                                                | Irlanda                                                                | 2 – 0                                                                  | Paraguay                                                               | Amichevole                                                             | -                                                                      | cap.                                                                   |
| 1-9-1999                                                               | Dublino                                                                | Irlanda                                                                | 2 – 1                                                                  | Jugoslavia                                                             | Qual. Euro 2000                                                        | -                                                                      | cap.                                                                   |
| 13-11-1999                                                             | Dublino                                                                | Irlanda                                                                | 1 – 1                                                                  | Turchia                                                                | Qual. Euro 2000                                                        | -                                                                      | cap.                                                                   |
| 17-11-1999                                                             | Bursa                                                                  | Turchia                                                                | 0 – 0                                                                  | Irlanda                                                                | Qual. Euro 2000                                                        | -                                                                      | cap.                                                                   |
| 23-2-2000                                                              | Dublino                                                                | Irlanda                                                                | 3 – 2                                                                  | Rep. Ceca                                                              | Amichevole                                                             | -                                                                      | cap.                                                                   |
| 2-9-2000                                                               | Amsterdam                                                              | Paesi Bassi                                                            | 2 – 2                                                                  | Irlanda                                                                | Qual. Mondiali 2002                                                    | -                                                                      | cap.                                                                   |
| 7-10-2000                                                              | Lisbona                                                                | Portogallo                                                             | 1 – 1                                                                  | Irlanda                                                                | Qual. Mondiali 2002                                                    | -                                                                      | cap.                                                                   |
| 11-10-2000                                                             | Dublino                                                                | Irlanda                                                                | 2 – 0                                                                  | Estonia                                                                | Qual. Mondiali 2002                                                    | -                                                                      | cap.                                                                   |
| 24-3-2001                                                              | Nicosia                                                                | Cipro                                                                  | 0 – 4                                                                  | Irlanda                                                                | Qual. Mondiali 2002                                                    | 2                                                                      | cap.                                                                   |
| 28-3-2001                                                              | Barcellona                                                             | Andorra                                                                | 0 – 3                                                                  | Irlanda                                                                | Qual. Mondiali 2002                                                    | -                                                                      | cap.                                                                   |
| 2-6-2001                                                               | Dublino                                                                | Irlanda                                                                | 1 – 1                                                                  | Portogallo                                                             | Qual. Mondiali 2002                                                    | 1                                                                      | cap.                                                                   |
| 15-8-2001                                                              | Dublino                                                                | Irlanda                                                                | 2 – 2                                                                  | Croazia                                                                | Amichevole                                                             | -                                                                      | cap.                                                                   |
| 1-9-2001                                                               | Dublino                                                                | Irlanda                                                                | 1 – 0                                                                  | Paesi Bassi                                                            | Qual. Mondiali 2002                                                    | -                                                                      | cap.                                                                   |
| 6-10-2001                                                              | Dublino                                                                | Irlanda                                                                | 4 – 0                                                                  | Cipro                                                                  | Qual. Mondiali 2002                                                    | 1                                                                      | cap.                                                                   |
| 10-11-2001                                                             | Dublino                                                                | Irlanda                                                                | 2 – 0                                                                  | Iran                                                                   | Qual. Mondiali 2002                                                    | -                                                                      | cap.                                                                   |
| 13-2-2002                                                              | Dublino                                                                | Irlanda                                                                | 2 – 0                                                                  | Russia                                                                 | Amichevole                                                             | -                                                                      | cap.                                                                   |
| 16-5-2002                                                              | Dublino                                                                | Irlanda                                                                | 1 – 2                                                                  | Nigeria                                                                | Amichevole                                                             | -                                                                      | cap.                                                                   |
| 27-5-2004                                                              | Dublino                                                                | Irlanda                                                                | 1 – 0                                                                  | Romania                                                                | Amichevole                                                             | -                                                                      |                                                                        |
| 18-8-2004                                                              | Dublino                                                                | Irlanda                                                                | 1 – 1                                                                  | Bulgaria                                                               | Amichevole                                                             | -                                                                      |                                                                        |
| 8-9-2004                                                               | Basilea                                                                | Svizzera                                                               | 1 – 1                                                                  | Irlanda                                                                | Qual. Mondiali 2006                                                    | -                                                                      |                                                                        |
| 9-10-2004                                                              | Saint-Denis                                                            | Francia                                                                | 0 – 0                                                                  | Irlanda                                                                | Qual. Mondiali 2006                                                    | -                                                                      |                                                                        |
| 13-10-2004                                                             | Dublino                                                                | Irlanda                                                                | 2 – 0                                                                  | Fær Øer                                                                | Qual. Mondiali 2006                                                    | -                                                                      |                                                                        |
| 26-3-2005                                                              | Tel Aviv                                                               | Israele                                                                | 1 – 1                                                                  | Irlanda                                                                | Qual. Mondiali 2006                                                    | -                                                                      |                                                                        |
| 29-3-2005                                                              | Dublino                                                                | Irlanda                                                                | 1 – 0                                                                  | Cina                                                                   | Amichevole                                                             | -                                                                      |                                                                        |
| 8-6-2005                                                               | Toftir                                                                 | Fær Øer                                                                | 0 – 2                                                                  | Irlanda                                                                | Qual. Mondiali 2006                                                    | -                                                                      |                                                                        |
| 7-9-2005                                                               | Dublino                                                                | Irlanda                                                                | 0 – 1                                                                  | Francia                                                                | Qual. Mondiali 2006                                                    | -                                                                      |                                                                        |
| Totale                                                                 |                                                                        | Presenze                                                               | 68                                                                     |                                                                        | Reti                                                                   | 10                                                                     |                                                                        |

### Statistiche da allenatore
| Stagione            | Squadra             | Campionato          | Campionato | Campionato | Campionato | Campionato | Coppe nazionali | Coppe nazionali | Coppe nazionali | Coppe nazionali | Coppe nazionali | Coppe continentali | Coppe continentali | Coppe continentali | Coppe continentali | Coppe continentali | Altre coppe | Altre coppe | Altre coppe | Altre coppe | Altre coppe | Totale | Totale | Totale | Totale | % Vittorie | Piazzamento |
| Stagione            | Squadra             | Comp                | G          | V          | N          | P          | Comp            | G               | V               | N               | P               | Comp               | G                  | V                  | N                  | P                  | Comp        | G           | V           | N           | P           | G      | V      | N      | P      | %          | Piazzamento |
| ------------------- | ------------------- | ------------------- | ---------- | ---------- | ---------- | ---------- | --------------- | --------------- | --------------- | --------------- | --------------- | ------------------ | ------------------ | ------------------ | ------------------ | ------------------ | ----------- | ----------- | ----------- | ----------- | ----------- | ------ | ------ | ------ | ------ | ---------- | ----------- |
| 2006-2007           | Sunderland          | FLC                 | 46         | 27         | 7          | 12         | FACup+CdL       | 1+1             | 0+0             | 0+0             | 1+1             | -                  | -                  | -                  | -                  | -                  | -           | -           | -           | -           | -           | 48     | 27     | 7      | 14     | 56,25      | 1º          |
| 2007-2008           | Sunderland          | PL                  | 38         | 11         | 6          | 21         | FACup+CdL       | 1+1             | 0+0             | 0+0             | 1+1             | -                  | -                  | -                  | -                  | -                  | -           | -           | -           | -           | -           | 40     | 11     | 6      | 23     | 27,50      | 15º         |
| 2008-gen. 2009      | Sunderland          | PL                  | 15         | 4          | 3          | 8          | FACup+CdL       | 0+3             | 0               | 2               | 1               | -                  | -                  | -                  | -                  | -                  | -           | -           | -           | -           | -           | 18     | 4      | 5      | 9      | 22,22      | Esonerato   |
| Totale Sunderland   | Totale Sunderland   | Totale Sunderland   | 99         | 42         | 16         | 41         |                 | 7               | 0               | 2               | 5               |                    | -                  | -                  | -                  | -                  |             | -           | -           | -           | -           | 106    | 42     | 18     | 46     | 39,62      |             |
| gen.-giu. 2009      | Ipswich Town        | FLC                 | 2          | 2          | 0          | 0          | FACup+CdL       | -               | -               | -               | -               | -                  | -                  | -                  | -                  | -                  | -           | -           | -           | -           | -           | 2      | 2      | 0      | 0      | 100,00&    | 9º          |
| 2009-2010           | Ipswich Town        | FLC                 | 46         | 12         | 20         | 14         | FACup+CdL       | 2+2             | 1+0             | 0+1             | 1+1             | -                  | -                  | -                  | -                  | -                  | -           | -           | -           | -           | -           | 50     | 13     | 21     | 16     | 26,00      | 15º         |
| 2010-gen. 2011      | Ipswich Town        | FLC                 | 24         | 8          | 4          | 12         | FACup+CdL       | 0+5             | 3               | 2               | 0               | -                  | -                  | -                  | -                  | -                  | -           | -           | -           | -           | -           | 29     | 11     | 6      | 12     | 37,93      | Esonerato   |
| Totale Ipswich Town | Totale Ipswich Town | Totale Ipswich Town | 72         | 22         | 24         | 26         |                 | 9               | 4               | 3               | 2               |                    | -                  | -                  | -                  | -                  |             | -           | -           | -           | -           | 81     | 26     | 27     | 28     | 32,10      |             |
| Totale carriera     | Totale carriera     | Totale carriera     | 171        | 64         | 40         | 67         |                 | 16              | 4               | 5               | 7               |                    | -                  | -                  | -                  | -                  |             | -           | -           | -           | -           | 187    | 68     | 45     | 74     | 36,36      |             |

## Palmarès

### Calciatore

#### Competizioni nazionali
- Campionato inglese: 7

Manchester United: 1993-1994, 1995-1996, 1996-1997, 1998-1999, 1999-2000, 2000-2001, 2002-2003
- Coppa d'Inghilterra: 4

Manchester United: 1993-1994, 1995-1996, 1998-1999, 2003-2004
- Charity Shield: 4

Manchester United: 1993, 1996, 1997, 2003
- Campionato scozzese: 1

Celtic: 2005-2006
- Coppa di Lega scozzese: 1

Celtic: 2005-2006

#### Competizioni internazionali
- UEFA Champions League: 1

Manchester United: 1998-1999
- Coppa Intercontinentale: 1

Manchester United: 1999

### Allenatore
- Campionato inglese di seconda divisione: 1

Sunderland: 2006-2007